# 沃梅罗圣雅纳略堂

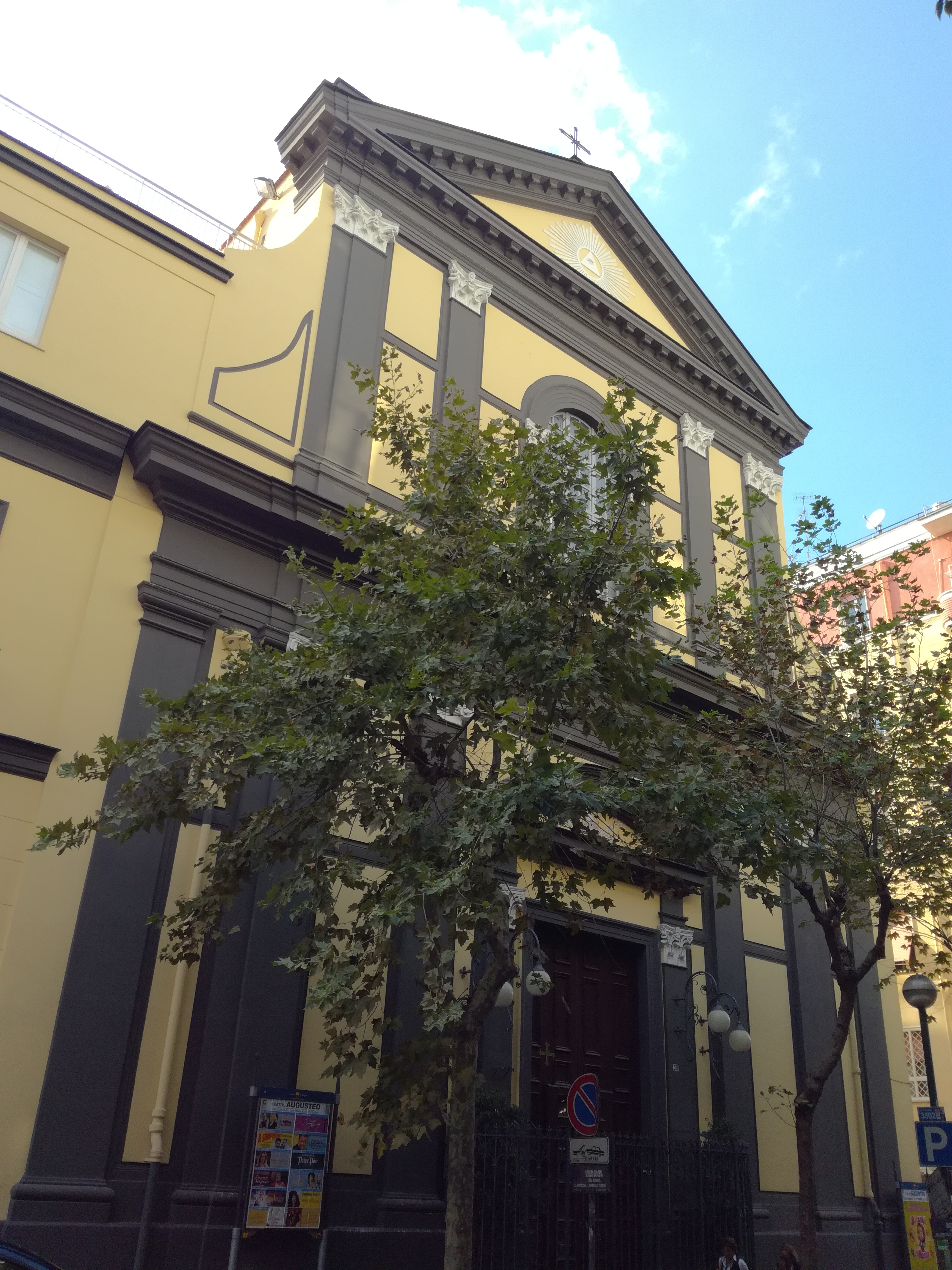
沃梅罗圣雅纳略堂

沃梅罗圣雅纳略堂（San Gennaro al Vomero）是一座新古典主义风格的教堂，位于意大利那不勒斯山顶的中上阶层居住区沃梅罗区，索利梅纳街（via Solimena）和乔瓦尼·贝尼尼街（via Giovanni Bernini）的拐角处，靠近万维泰利广场（piazza Vanvitelli）。
沃梅罗圣雅纳略堂区的成立是19世纪那不勒斯城市扩展的结果，由古格列尔莫·桑费利切枢机在新扩展的城区创建。此处原本属于永援圣母堂区（Santa Maria del Soccorso all'Arenella）。建筑师是路易吉·博蒂诺，工程师是安德烈亚·塔利亚特拉。工程于1892年开工建设。这座教堂在1930年的地震中遭到破坏，到1931年修复。 1980年地震后也发生过类似的命运，但恢复速度较慢。